# 문평면
문평면(文平面)은 대한민국 전라남도 나주시의 면이다.

## 개요
문평면은 나주 시청에서 서북쪽으로 16km 지점에 위치한다. 동쪽은 노안면, 남쪽은 다시면과 접하고, 서쪽은 함평군 학교면, 대동면, 북쪽은 함평군 나산면과 경계를 이룬다. 동북부는 산간 지역이며 서남쪽으로는 산호들이 있다. 영산강 지류인 고막천이 남북으로 흐르고 기름진 옥토를 이루고 있어 질좋은 농산물이 생산된다.

## 행정 구역
- 계로리
- 국동리
- 대도리
- 동원리
- 북동리
- 산호리
- 송산리
- 안곡리
- 오룡리
- 옥당리
- 학교리
- 학동리

## 교육
- 문평초등학교
- 나주문평중학교